# Lucas Ordóñez
Pour les articles homonymes, voir Ordóñez.
Ne doit pas être confondu avec Lucas Ordoñez.
Lucas Ordóñez, né le 1er mai 1985 à Madrid est un pilote automobile espagnol. Il est le premier vainqueur de la Nissan PlayStation GT Academy. Il devient alors pilote officiel Nissan. Avec le constructeur nippon, Il compte cinq participations consécutives aux 24 Heures du Mans, entre 2011 et 2015.

## Carrière
En 2008-2009, Lucas Ordóñez devient le premier à remporter la Nissan PlayStation GT Academy, compétition organisée sur le jeu Gran Turismo,. Il pilote de vraies voitures pendant la compétition sur le circuit de Silverstone. Après avoir gagné le concours, il devient pilote officiel Nissan et pendant deux saisons, il participe au championnat GT4 European Series.
En 2011, il participe pour la première fois aux 24 Heures du Mans. Il pilote l'Oreca 03 de Signatech Nissan dans la catégorie LMP2,,. Après avoir réalisé la pole position, équivalente à une septième place sur la grille de départ, il se classe neuvième du classement général et deuxième de la catégorie LMP2, après avoir subi deux crevaisons et un problème de sélecteur de boîte de vitesses,,.
En avril 2012, il est annoncé pour participer aux 24 Heures du Nürburgring avec Kazunori Yamauchi, le créateur de la série de jeux vidéo Gran Turismo.
Le 6 février 2014, il est titularisé pour piloter la Nissan ZEOD RC aux 24 Heures du Mans,,,,.
En 2015, il pilote la Nissan GT-R LM Nismo aux 24 Heures du Mans. Pour ce qui constitue son unique participation dans la catégorie LMP1, sa course se solde par un abandon.
En 2018, il « célèbre » ses dix ans de carrière avec Nissan,. En juillet, il termine septième des 24 Heures de Spa à bord d'une Nissan GT-R GT3,.

## Résultats aux 24 Heures du Mans
Résultats aux 24 Heures du Mans, :
| Année | Équipe             | Équipiers                        | Voiture              | Catégorie | Tours | Pos. | Pos. cat. |
| ----- | ------------------ | -------------------------------- | -------------------- | --------- | ----- | ---- | --------- |
| 2011  | Signatech Nissan   | Soheil Ayari Franck Mailleux     | Oreca 03-Nissan      | LMP2      | 320   | 9e   | 2e        |
| 2012  | Greaves Motorsport | Alex Brundle Martin Brundle      | Zytek Z11SN-Nissan   | LMP2      | 340   | 15e  | 8e        |
| 2013  | Greaves Motorsport | Michael Krumm Jann Mardenborough | Zytek Z11SN-Nissan   | LMP2      | 327   | 9e   | 3e        |
| 2014  | Nissan Motorsports | Wolfgang Reip Satoshi Motoyama   | Nissan ZEOD RC       | 56e stand | 5     | Abd. | Abd.      |
| 2015  | Nissan Motorsports | Tsugio Matsuda Mark Shulzhitskiy | Nissan GT-R LM Nismo | LMP1      | 115   | Abd. | Abd.      |